# Ingrid Boström
Ingrid Margareta Boström, ogift Bäckström, född 5 november 1942 i Luleå församling i Norrbottens län, död 3 augusti 2019 i Stockholm, var en svensk skådespelare.
Ingrid Boström var gift med Knut Roland Boström (1941–2009)  till 1981 och var mor till Linda Boström Knausgård (född 1972).
Ingrid Boström är gravsatt i minneslunden på Skogskyrkogården i Stockholm.

## Filmografi
- 1967 – Puss & kram
- 1973 – Pliten
- 1975 – Stumpen
- 1977 – Elvis! Elvis!
- 1980 – OM – Ingeborg
- 1981 – Snacket går
- 1984 – Lykkeland (TV-serie)
- 1985 – Lösa förbindelser (TV-serie)
- 1991 – Mord och passion (TV-serie)
- 1993 – Snoken (TV-serie)

## Teater

### Roller (ej komplett)
| År   | Roll                      | Produktion                                        | Regi            | Teater                |
| ---- | ------------------------- | ------------------------------------------------- | --------------- | --------------------- |
| 1967 | Helena                    | En midsommarnattsdröm William Shakespeare         | Donya Feuer     | Parkteatern/ Dramaten |
| 1969 | Dolly                     | Tolvskillingsoperan Kurt Weill och Bertolt Brecht | Alf Sjöberg     | Dramaten              |
| 1970 | Éliante                   | Misantropen (Le Misanthrope) Molière              | Frank Sundström | Dramaten              |
| 1977 | Maria Sjatova Studentskan | Onda andar Fjodor Dostojevskij                    | Ernst Günther   | Dramaten              |
| 1981 | Monika Stettler           | Fysikerna Friedrich Dürrenmatt                    | Per Sjöstrand   | Dramaten              |
| 1990 | Kvinna                    | Carl XII August Strindberg                        | Jan Bergman     | Dramaten              |
| 1991 | Bondfolk                  | Fröken Julie August Strindberg                    | Ingmar Bergman  | Dramaten              |
| 1991 | Fru Darling               | Peter Pan J.M. Barrie                             | Jackie Söderman | Dramaten              |
| 1992 | Greta                     | Tiden är vårt hem Lars Norén                      | Björn Melander  | Dramaten              |